# Machaczki
Machaczki – przysiółek wsi Kłokoczyn w Polsce położony w województwie małopolskim, w powiecie krakowskim, w gminie Czernichów.
W XVI wieku na jeziorze Kobyle Koło istniała wyspa Kobyleniec, znajdująca się prawdopodobnie w miejscu dzisiejszego pola w Machaczkach zwanego Wyspa. W latach 1975–1998 miejscowość wraz z całą gminą Czernichów administracyjnie należała do województwa krakowskiego.
Przysiółek znajduje się w pobliżu wałów przeciwpowodziowych. Podczas powodzi w maju 2010 roku zagrażało mu zalanie przez Wisłę. 19 maja doszło do pierwszego przecieku, który uszczelniało kilkudziesięciu strażaków i żołnierzy. W nocy 20 maja ogłoszono ewakuację Kłokoczyna i Rusocic, odwołaną następnego dnia rano. W wypełnianiu wyrwy w wale uczestniczyło około 400 osób, w czasie trwających 40 godzin działań zużyto 55 tysięcy worków z piaskiem. Ostatecznie wał nie został przerwany. 22 maja odwołano alarm przeciwpowodziowy, a dwa dni później rozpoczęto naprawę wału. W kolejnych miesiącach dokonano prowizorycznych umocnień, wysypując tysiące ton gruzu. W wyniku powodzi Wisła zmieniła koryto doprowadzając do podmywania wałów w sierpniu i we wrześniu tego samego roku. Według Urzędu Gminy Czernichów koszty rekultywacji całego terenu międzywala wyniosłyby 18,5 mln zł, a odbudowy wału około 5–6 mln zł.
Do przysiółka Machaczki nie prowadzi wodociąg. Woda pitna dowożona jest beczkowozami przez Zakład Gospodarki Komunalnej w Czernichowie, co według jego kierownika nie należy do obowiązków zakładu. Sytuacja uległa pogorszeniu w 2011 roku, gdy w wyniku suszy poziom wody w studniach znacząco spadł, wzrosła natomiast zawartość substancji szkodliwych dla zdrowia, czyniąc ją tym samym niezdatną do spożycia. Według Urzędu Gminy koszt budowy wymaganej sieci wodociągowej o długości 1,6 km szacowany jest na od 250 tys. zł do 500 tys. zł. W 2018 roku wójt zaproponował budowę przydomowych stacji uzdatniania wody, czemu sprzeciwili się mieszkańcy. 23 czerwca 2019 roku w trakcie „Wianków Czernichowskich” odbył się protest mieszkańców Machaczek domagających się przyłączenia przysiółka do sieci wodociągowej.
Przez Machaczki przechodzi Wiślana Trasa Rowerowa. W wyniku Uchwały Nr XXXIX.339.2017 Rady Gminy Czernichów z dnia 28 sierpnia 2017 roku droga od drogi powiatowej 2187K prowadząca do Machaczek zyskała status drogi gminnej. 23 kwietnia 2019 roku przy drodze powiatowej uruchomiono przystanek autobusowy na żądanie „Kłokoczyn Machaczki” obsługiwany przez linię 229.